# ライマー・リリアーノ
ライマー・オマー・リリアーノ（Rymer Omar Liriano, 1991年6月20日 - ）は、 ドミニカ共和国・サントドミンゴ出身のプロ野球選手（外野手）。右投右打。独立リーグ・アメリカン・アソシエーションのファーゴ・ムーアヘッド・レッドホークス所属。

## 経歴

### プロ入りとパドレス時代
2007年7月3日にサンディエゴ・パドレスと契約を結んだ。
2008年はルーキー級ドミニカン・サマーリーグ・パドレスでプロデビュー。67試合に出場して打率.198・9本塁打・37打点・9盗塁の成績を残した。
2009年はルーキー級アリゾナリーグ・パドレスでプレーし、50試合に出場して打率.231・3本塁打・38打点・31盗塁の成績を残した。同年のアリゾナリーグのオールスターチームに選出された。
2010年はまずA級フォートウェイン・ティンキャップスでプレーし、50試合に出場して打率.191・2本塁打・20打点・11盗塁の成績を残した。6月からはA-級ユージーン・エメラルズでプレーし、53試合に出場して打率.271・12打点・17盗塁の成績を残した。8月にA+級レイクエルシノア・ストームへ昇格。14試合に出場して打率.220・1本塁打・6打点・3盗塁の成績を残した。
2011年はA+級レイクエルノシアで開幕を迎え、4月にA級フォートウェインへ降格。A級フォートウェインでは116試合に出場して打率.319・12本塁打・62打点・65盗塁と結果を残し、ミッドウェストリーグのオールスターチームに選出された。また同リーグのMVPを受賞し、「Prospect of the Year」にも選出された。オフの11月18日に40人枠に登録された。
2012年2月21日にベースボール・アメリカの有望株ランキング49位に入った。3月8日にパドレスと1年契約に合意した。3月15日にA+級レイクエルノシアへ異動した。開幕からA+級レイクエルシノアでプレーし、74試合に出場して打率.298・5本塁打・41打点・22盗塁の成績を残した。6月にはオールスター・フューチャーズゲームに選出された。6月下旬にAA級サンアントニオ・ミッションズへ昇格。53試合に出場して打率.251・3本塁打・20打点・10盗塁の成績を残した。
2013年2月13日にトミー・ジョン手術を行った。3月9日にパドレスと1年契約に合意。3月10日にAA級サンアントニオへ異動した。この年は手術の影響でシーズンを全休した。
2014年3月3日にパドレスと1年契約に合意した。開幕からAAA級エル・パソ・チワワズでプレー。8月11日のコロラド・ロッキーズ戦でメジャーデビューし、13日の同カードでは初本塁打を放った。この年メジャーでは38試合に出場して打率.220・1本塁打・6打点・4盗塁の成績を残した。
2015年は40人枠にはとどまったが、メジャーでの出場はなかった。マイナーではAAA級エル・パソでプレーし、131試合に出場して打率.292・14本塁打・64打点・18盗塁の成績を残した。
2016年1月22日にアレクセイ・ラミレスの加入に伴い、DFAとなった。

### ブルワーズ傘下時代
2016年1月28日にトレバー・サイデンバーガーとのトレードで、ミルウォーキー・ブルワーズへ移籍した。この年は顔面骨折の影響でメジャー・マイナーともにプレーしなかった。

### ホワイトソックス時代
2016年10月28日にウェイバー公示を経てシカゴ・ホワイトソックスへ移籍した。
2017年3月31日に40人枠を外れる形で傘下のAAA級シャーロット・ナイツへ配属された。9月2日にメジャー契約を結んでアクティブ・ロースター入りした。この年メジャーでは21試合に出場して打率.220・1本塁打・6打点・1盗塁の成績を残した。レギュラーシーズン終了後の10月4日に40人枠から外れる形でAAA級シャーロットへ配属された。

### エンゼルス傘下時代
2017年12月12日にロサンゼルス・エンゼルスとマイナー契約を結んだ。
2018年7月9日に放出された。

### ブルワーズ傘下時代
2018年7月20日にミルウォーキー・ブルワーズとマイナー契約を結んだ。シーズン終了後、FAとなった。

### メッツ傘下時代
2019年1月3日にニューヨーク・メッツとマイナー契約を結び、スプリングトレーニングに招待選手として参加した。11月4日にFAとなった。

### マリナーズ傘下時代
2020年2月23日にシアトル・マリナーズとマイナー契約を結んだ。5月27日にリリースされた。

### 独立リーグ時代
2021年4月5日にアトランティックリーグのウェストバージニア・パワー（9月にチャールストン・ダーティーバーズにチーム名を変更）と契約した。101試合に出場し、打率.297、9本、42打点の成績を残した。シーズン終了後に退団。
2022年3月25日にアトランティックリーグのスタテンアイランド・フェリーホークスと契約した。5月29日にアメリカン・アソシエーションのファーゴ・ムーアヘッド・レッドホークスにトレード移籍した。

## 詳細情報

### 年度別打撃成績
| 年 度    | 球 団    | 試 合 | 打 席 | 打 数 | 得 点 | 安 打 | 二 塁 打 | 三 塁 打 | 本 塁 打 | 塁 打 | 打 点 | 盗 塁 | 盗 塁 死 | 犠 打 | 犠 飛 | 四 球 | 敬 遠 | 死 球 | 三 振 | 併 殺 打 | 打 率 | 出 塁 率 | 長 打 率 | O P S |
| -------- | -------- | ----- | ----- | ----- | ----- | ----- | -------- | -------- | -------- | ----- | ----- | ----- | -------- | ----- | ----- | ----- | ----- | ----- | ----- | -------- | ----- | -------- | -------- | ----- |
| 2014     | SD       | 38    | 121   | 109   | 13    | 24    | 2        | 0        | 1        | 29    | 6     | 4     | 1        | 0     | 1     | 9     | 1     | 2     | 39    | 6        | .220  | .289     | .266     | .555  |
| 2017     | CWS      | 21    | 46    | 41    | 4     | 9     | 2        | 0        | 1        | 14    | 6     | 1     | 0        | 0     | 0     | 5     | 0     | 0     | 14    | 0        | .220  | .304     | .341     | .646  |
| MLB：2年 | MLB：2年 | 59    | 167   | 150   | 17    | 33    | 4        | 0        | 2        | 43    | 12    | 5     | 1        | 0     | 1     | 14    | 1     | 2     | 53    | 6        | .220  | .293     | .287     | .580  |

- 2018年度シーズン終了時

### 年度別守備成績
| 年 度 | 球 団 | 左翼（LF） | 左翼（LF） | 左翼（LF） | 左翼（LF） | 左翼（LF） | 左翼（LF） | 右翼（RF） | 右翼（RF） | 右翼（RF） | 右翼（RF） | 右翼（RF） | 右翼（RF） |
| 年 度 | 球 団 | 試 合      | 刺 殺      | 補 殺      | 失 策      | 併 殺      | 守 備 率   | 試 合      | 刺 殺      | 補 殺      | 失 策      | 併 殺      | 守 備 率   |
| ----- | ----- | ---------- | ---------- | ---------- | ---------- | ---------- | ---------- | ---------- | ---------- | ---------- | ---------- | ---------- | ---------- |
| 2014  | SD    | -          | -          | -          | -          | -          | -          | 34         | 57         | 2          | 4          | 0          | .937       |
| 2017  | CWS   | 12         | 20         | 1          | 0          | 0          | 1.000      | 7          | 4          | 0          | 0          | 0          | 1.000      |
| MLB   | MLB   | 12         | 20         | 1          | 0          | 0          | 1.000      | 41         | 61         | 2          | 4          | 0          | .940       |

- 2018年度シーズン終了時

### 記録
MiLB
- オールスター・フューチャーズゲーム選出：1回（2012年）

### 背番号
- 7（2014年）
- 48（2017年）